# Horloge de parquet

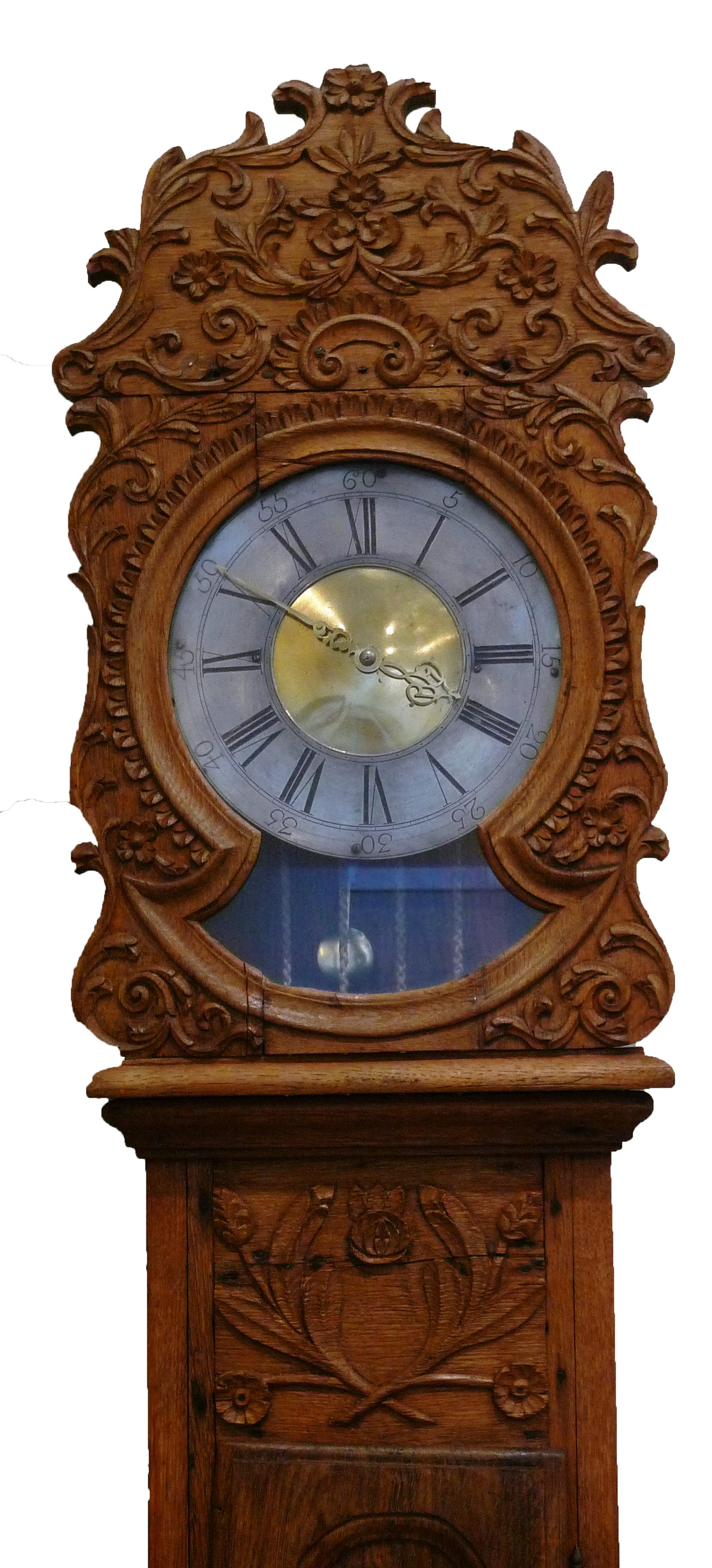
Horloge Saint-Nicolas.

Une horloge de parquet est une pendule sur pied avec un système de balancier à l’intérieur du boîtier. La taille d’une horloge de parquet est autour de 1,8 mètre à 2,4 mètres. Le boîtier est souvent orné de sculptures sur la partie haute.

## Types d'horloges de parquet
Les horloges comtoises sont des horloges de parquet fabriquées en Franche-Comté. Le boîtier ou gaine est en bois, souvent en épicéa.
Les horloges de Saint-Nicolas sont des horloges de parquet au corps long et fin et tête fleurie fabriquées en Normandie. 
Les horloges de Bornholm sont des horloges de parquet fabriquées sur l'île de Bornholm, au Danemark.